# Cordylomera schonherrii
Cordylomera schonherrii là một loài bọ cánh cứng trong họ Cerambycidae.